# Saint-Maurice-la-Fougereuse
Saint-Maurice-la-Fougereuse is een plaats en voormalige gemeente in het Franse departement Deux-Sèvres in de regio Nouvelle-Aquitaine en telt 511 inwoners (1999). De plaats maakt deel uit van het arrondissement Bressuire.

## Geschiedenis
De gemeente fuseerde op 1 januari 2016 met de aangrenzende gemeente Étusson tot de commune nouvelle Saint Maurice Étusson.

## Geografie
De oppervlakte van Saint-Maurice-la-Fougereuse bedraagt 36,4 km², de bevolkingsdichtheid is 14,0 inwoners per km².
De onderstaande kaart toont de ligging van Saint-Maurice-la-Fougereuse met de belangrijkste infrastructuur en aangrenzende gemeenten.

## Demografie
Onderstaande figuur toont het verloop van het inwonertal.